# Pleurotus ostreatus
Pleurotus ostreatus (Nikolaus Joseph von Jacquin, 1774 ex Paul Kummer (1871) din încrengătura Basidiomycota, în familia Pleurotaceae și de genul Pleurotus, este o  ciupercă comestibilă, care crește sălbatică sau poate fi și cultivată. Ea este denumită în popor păstrăv de fag, burete negru, păstrag, găinușa-pădurii sau păstrăvul cerului. Specia este un saprofit dar și parazit care năpădește numai arbori bolnavi sau slăbiți, în primul rând fagi, de asemenea, dar mai rar, și brazii, molizi sau pini, nefiind un dăunător de lemn însemnat. Soiul sălbatic se găsește în România, Basarabia și Bucovina de Nord, dezvoltându-se în buchete cu punct de inserție comun, în păduri naturale de foioase și de conifere pe trunchiuri de arbori sau pe lemn mort. Apariția principală a bureților este din septembrie până în decembrie, dar ei cresc și iarna, dacă vremea nu este prea geroasă. Speciile europene fructiferă abia la temperaturi scăzute. Andreas Bresinsky (n. 1935), profesor german de botanică, a constatat, că sunt necesare ca stimul de declanșare al dezvoltării, temperaturi sub 11 ° C. Corpurile fructifere pot supraviețui înghețuri și dezvoltă spori chiar și la temperaturi mai mici de zero grade (după Bresinsky până la -2.8 ° C). În consecință, soiul este de titulat în Europa ciupercă de iarnă.
Numele generic este derivat din cuvintele grecești (greacă veche Πλευρά= laterală, flancă, coastă și (greacă veche οὖς=ureche), iar epitetul din cuvântul latin (latină ostrea=scoică, stridie).

## Taxonomie

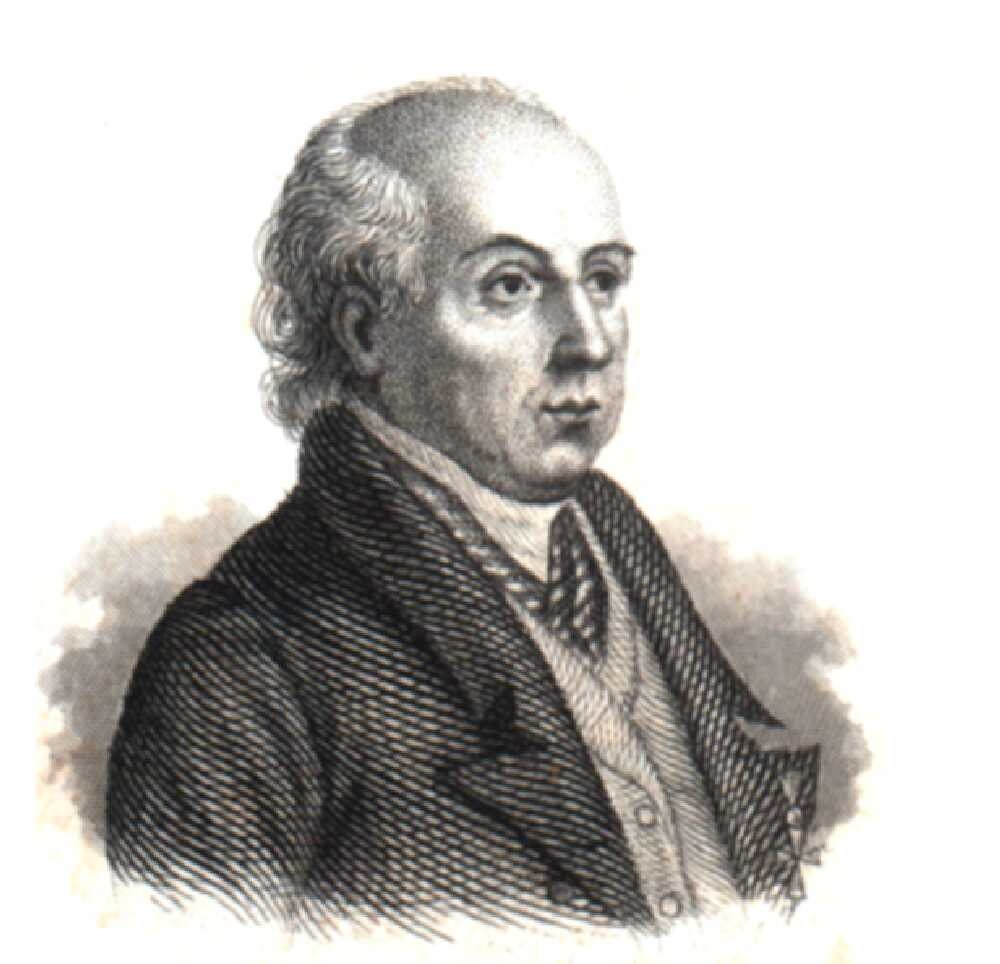
Nikolaus J. von Jacquin

Buretele a fost descris pentru prima dată de savantul austriac Nikolaus Joseph von Jacquin în volumul 2 al lucrării sale Flora Austriacae, sive plantarum selectarum din 1774 sub denumirea Agaricus ostreatus. Bazând pe studiile lui Jacquin, micologul german Paul Kummer i-a dat numele lui curent în opera sa Der Führer in die Pilzkunde: Anleitung zum methodischen, leichten und sicheren Bestimmen der in Deutschland vorkommenden Pilze mit Ausnahme der Schimmel- und allzu winzigen Schleim- und Kern-Pilzchen (Ghid pentru știința micologiei, fără ciupercuțe de mucegai și prea mici mucoase și nucleici) din 1871.
Păstrăvul de fag a mai căpătat în timpul anilor și alți taxoni, ca de exemplu Crepidopus ostreatus prin Samuel Frederick Gray în volumul 1 al operei sale A natural arrangement of British plants (1821) sau Dendrosarcus ostreatus prin Otto Kuntze în volumul 3 al lucrării sale Revisio generum plantarum:vascularium omnium atque cellularium multarum secundum leges nomenclaturae internationales cum enumeratione plantarum exoticarum in itinere mundi collectarum (1898). Denumirile sunt valide însă nefolosite și astfel pot fi neglijate.
În anul 1881, micologul italian Giacomo Bresadola a descris ciuperca (după Lucien Quélet) în volumul 1 al cărții lui Fungi tridentini novi vel nondum delineati et iconibus illustrati sub numele Pleurotus columbinus. Acest soi însă reprezintă actual o specie proprie.

## Descriere

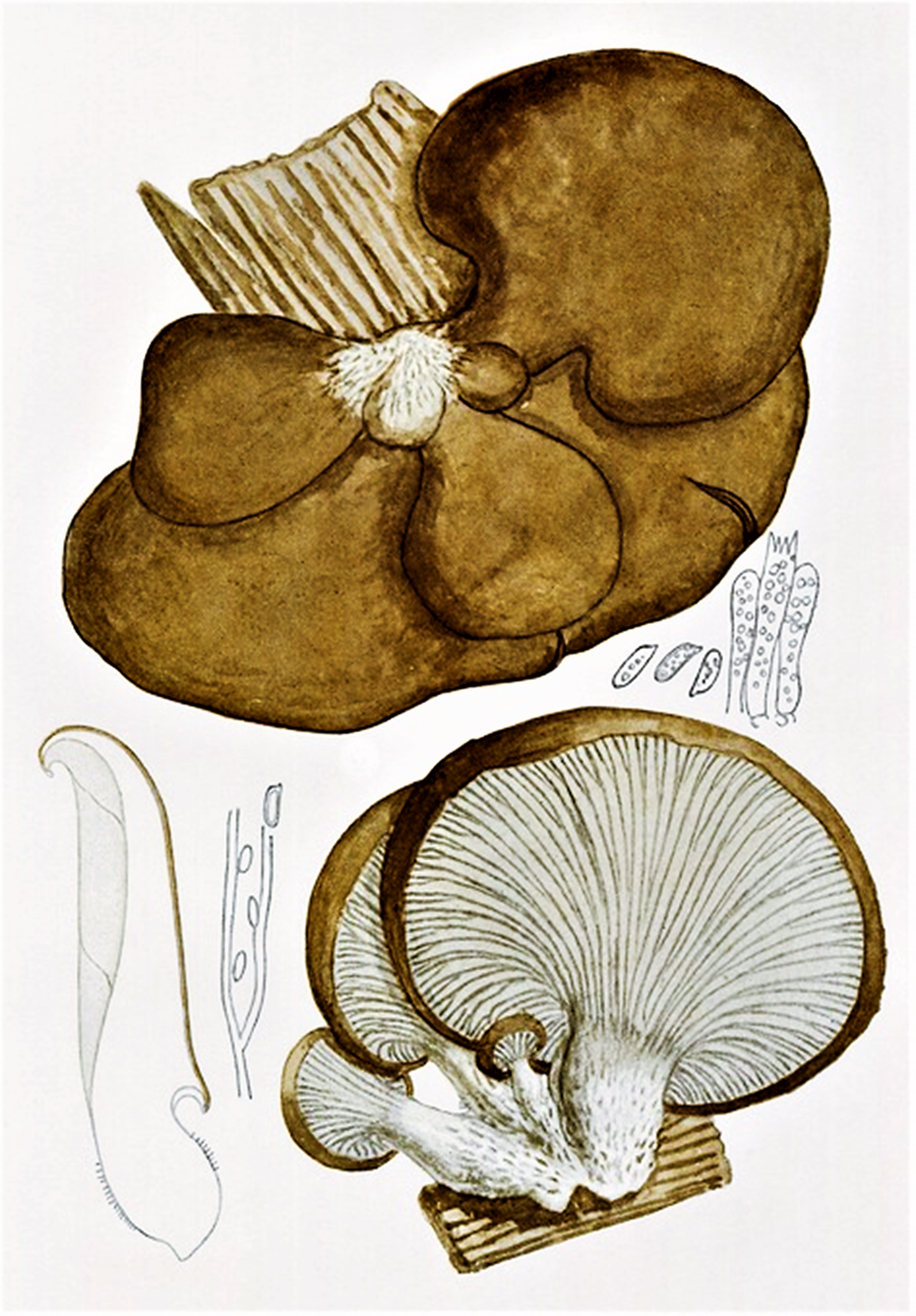
Bres.: Pleurotus ostreatus

- Pălăria: are un diametru de 5-15 cm, este orizontală, asimetrică, în formă de scoică sau de ureche, netedă și lucioasă, adesea turtită spre picior, inițial cărnoasă cu marginea răsucită în jos, fiind la maturitate ceva adâncită în centru, la bătrânețe cu margini rupte și răsfrânte. Coloritul cuticulei cu o grosime de 90–120 µm variază de la gri-albui peste brun cenușiu, gri-albăstrui, verde-albăstrui până la albastru negricios, decolorându-se la vârstă pal maroniu.
- Lamelele: sunt numai puțin late, destul de dense, niciodată bifurcate, bine decurente, adeseori anastomozate la picior și sunt de culoare alb murdară până gri-cenușie, câteodată cu tonuri gălbuie.
- Piciorul: este destul de scurt (uneori lipsește) cu o înălțime de 2-4 (7) cm și o lățime de 1-3 (4) cm, fiind alb, tare, plin, cilindric, ceva îngroșat spre bază, alipit excentric de pălărie, câteodată ușor curbat și pâslos. Fructificațiile sunt sesile.
- Carnea: este albicioasă, la început moale, devenind la maturitate în picior elastică. Are un miros plăcut, slab de ciuperci cu gust dulceag și savuros, fiind apreciată pentru valoarea ei alimentară mare.[5][6] Păstrăvul de fag este nematofag, fiind capabil să otrăvească nematode folosind toxine. Hifele fungide penetrează nematodele paralizate sau ucise, care sunt apoi digerate.[18]
- Caracteristici microscopice: prezintă spori cilindrici până ovoidali apiculați, hialini, netezi, și neamilozi (nu se decolorează cu reactivi de iod), având o mărime de 8-12 x 3-4 microni. Pulberea lor este albă, uneori cu o tentă pal lilacee. Basidiile clavate cu 4 sterigme fiecare măsoară 35-40 x 6-8 microni. Cistidele (elemente sterile situate în stratul himenal sau printre celulele din pielița pălăriei și a piciorului, probabil cu rol de excreție) au excrescențe sferice. Hifele bazale de 4-5 μm, cu pereți subțiri sunt septate regulat, prezentând fibule mici și încrengături. Pileocistidele (elemente sterile de pe suprafața pălăriei) au forma și dimensiunea sporilor.[19][20]
- Reacții chimice: Buretele se decolorează, cu acid sulfuric brun-rozaliu, cu sulfovanilină roșu, apoi violet și cu tinctură de Guaiacum verde-albăstrui.[21]

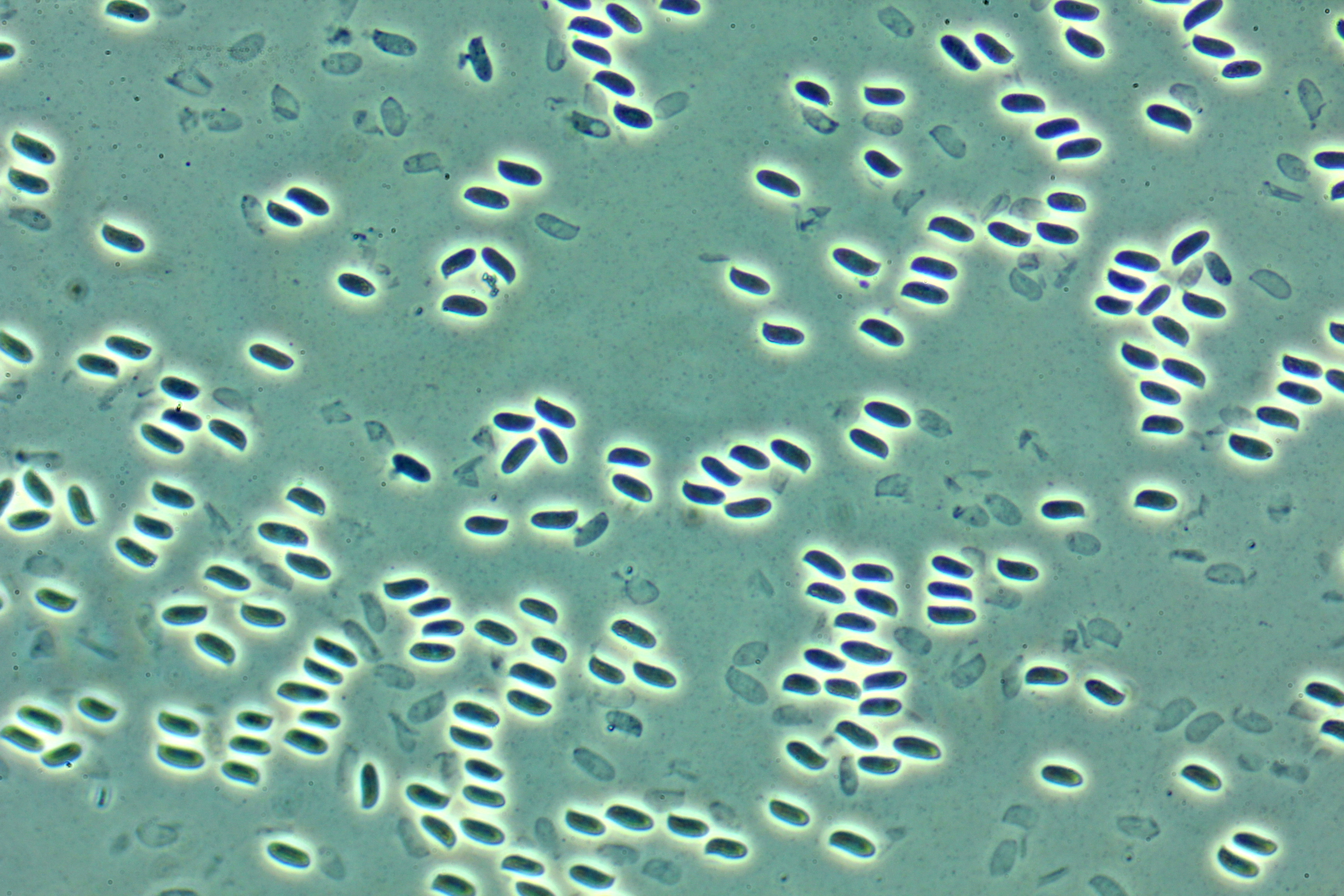
P. ostreatus, spori
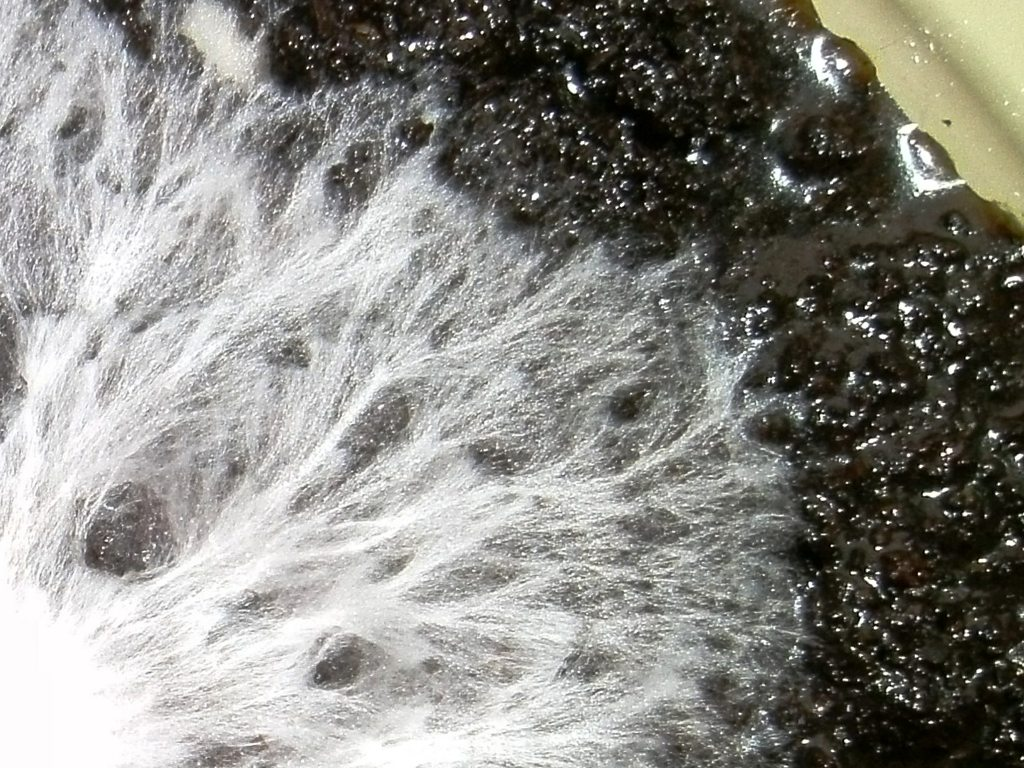
P. ostreatus, miceliu
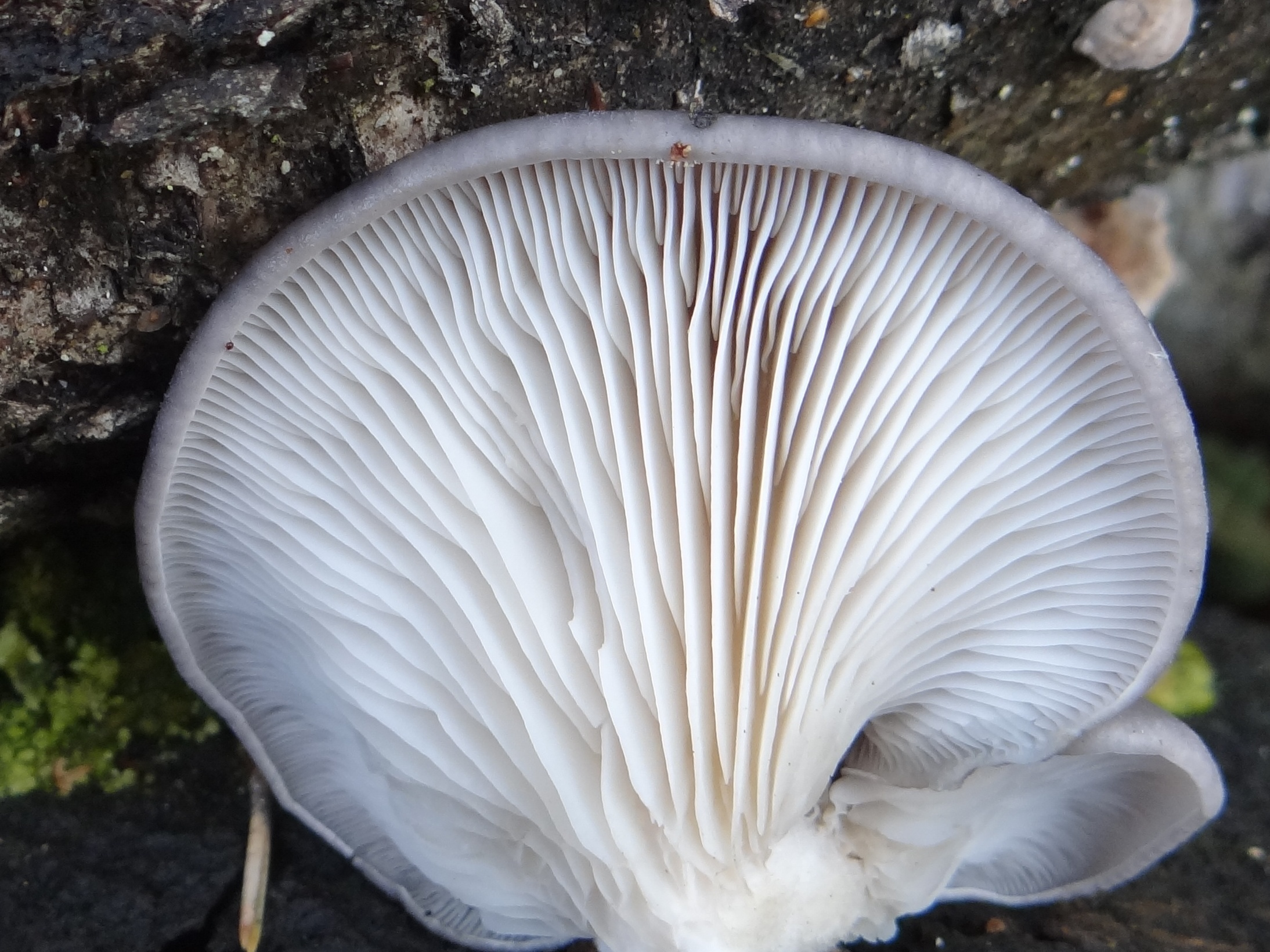
P. ostreatus, lamele
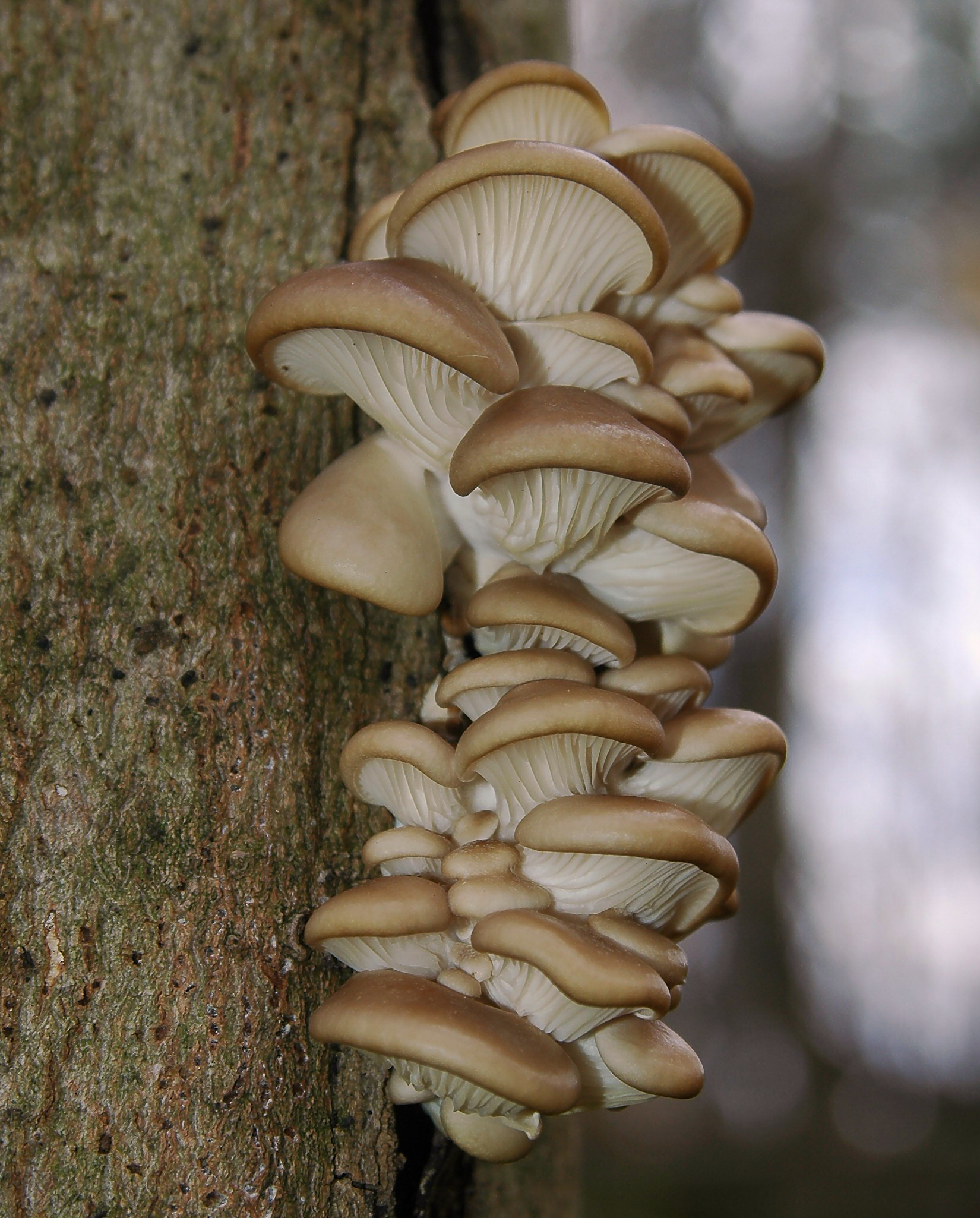
P. ostreatus sus pe trunchi
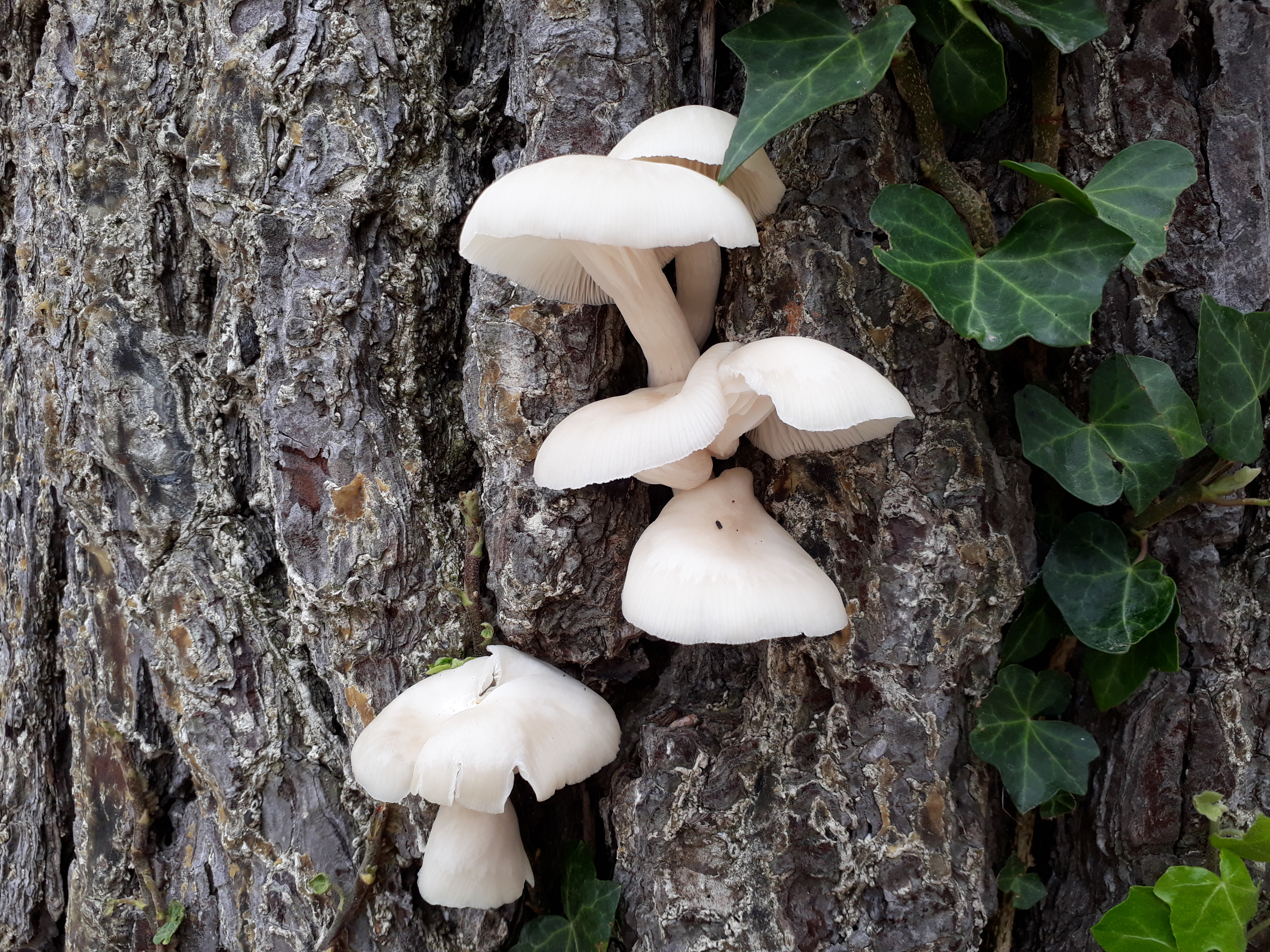
P. ostreatus, formă albă
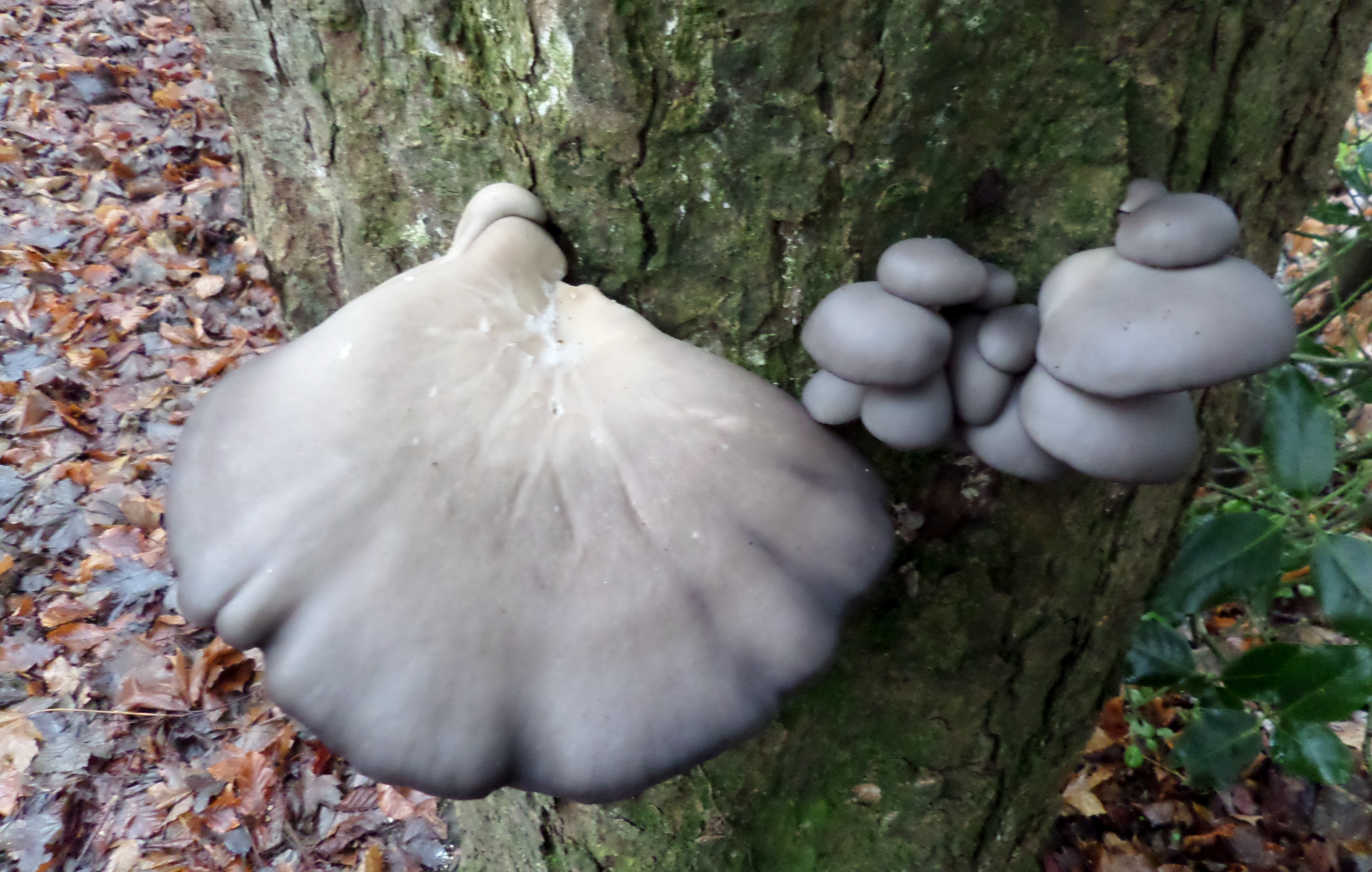
P. ostreatus mai deschis
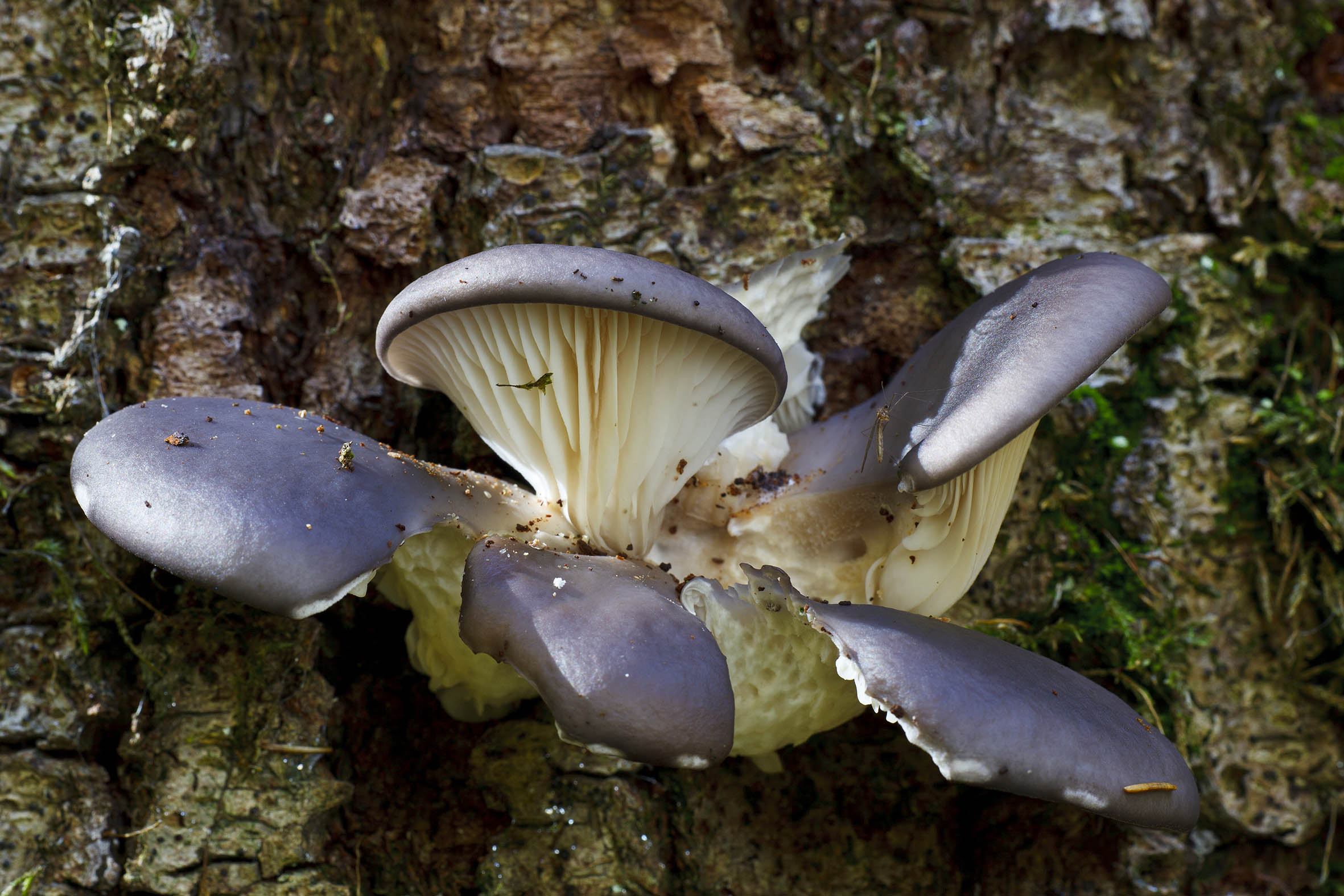
P. ostreatus tineri,  mai violacei
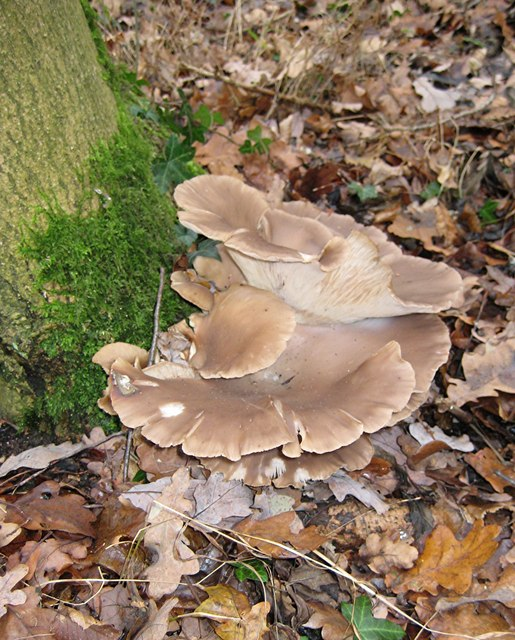
P. ostreatus bătrâni
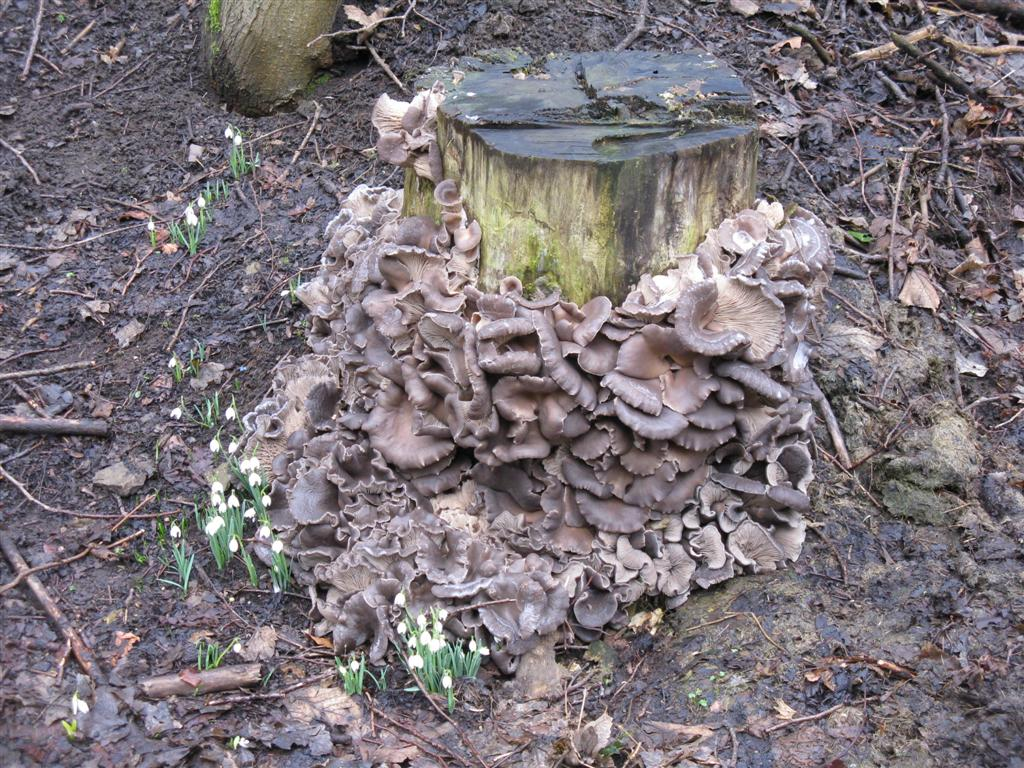
P. ostreatus înghețați

## Confuzii
Ciuperca poate fi confundată cu specii aceluiași gen sau al unuia înrudit, ca de exemplu cu variațiile lui, cu toate comestibile, ca Pleurotus ostreatus forma florida, respectiv Pleurotus cornucopiae (comestibil), Pleurotus dryinus (necomestibil, gust și miros de ciuperci, dar prea vâscos), Pleurotus eryngii (delicios), Pleurotus pulmonarius (comestibil), Lentinellus cochleatus (comestibil, miros de anason), Panellus serotinus (comestibil, bătrân ceva amar, se dezvoltă adesea pe același arbore), Panellus stipticus (necomestibil, mai mic, amar, bioluminescent), sau chiar cu letal otrăvitoarea Pleurocybella porrigens de culoare mai închisă.

## Specii asemănătoare
Legendă: fără semn=comestibil; !=necomestibil; !!=otrăvitor; !!!=letal.

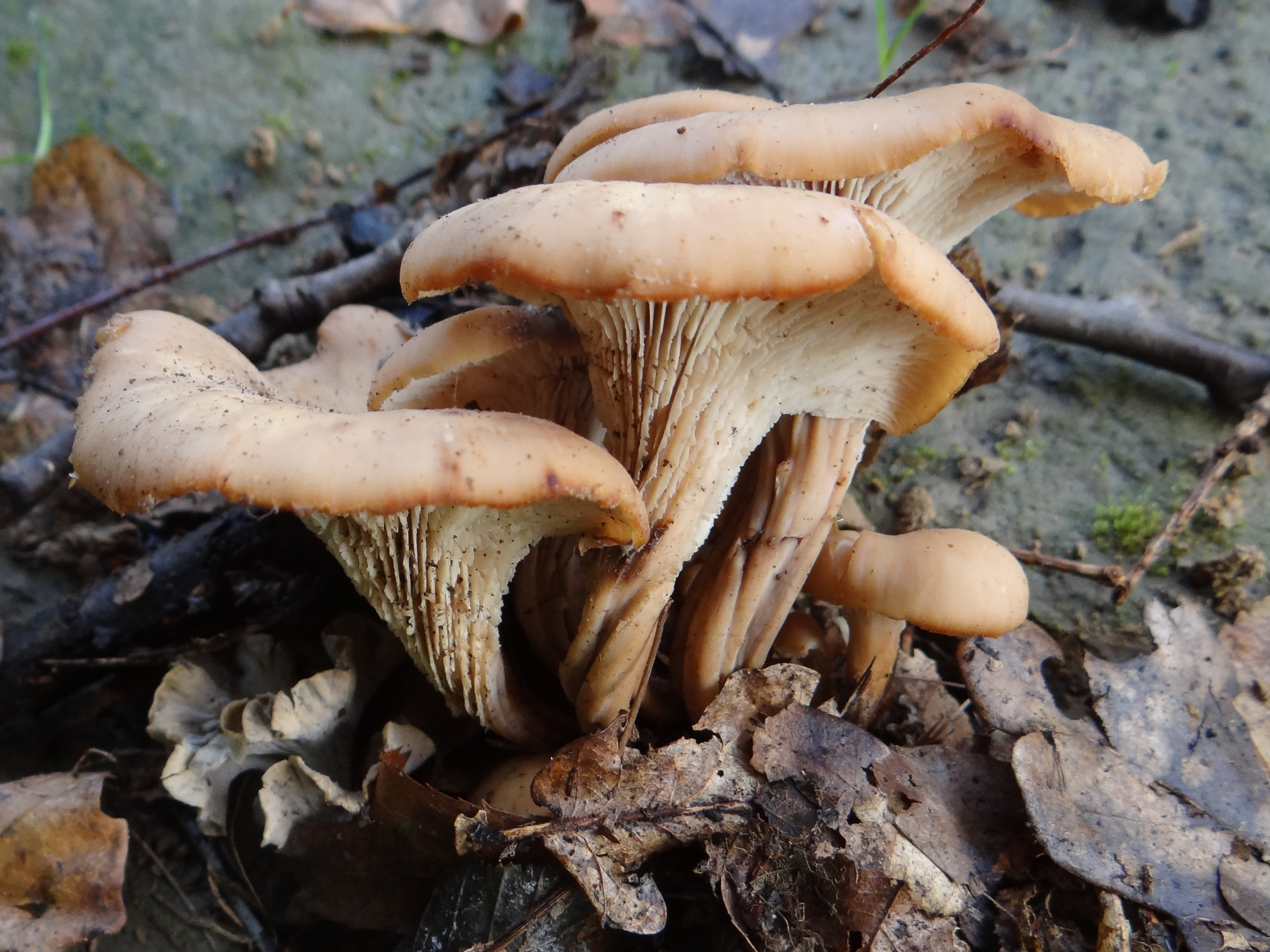
Lentinellus cochleatus
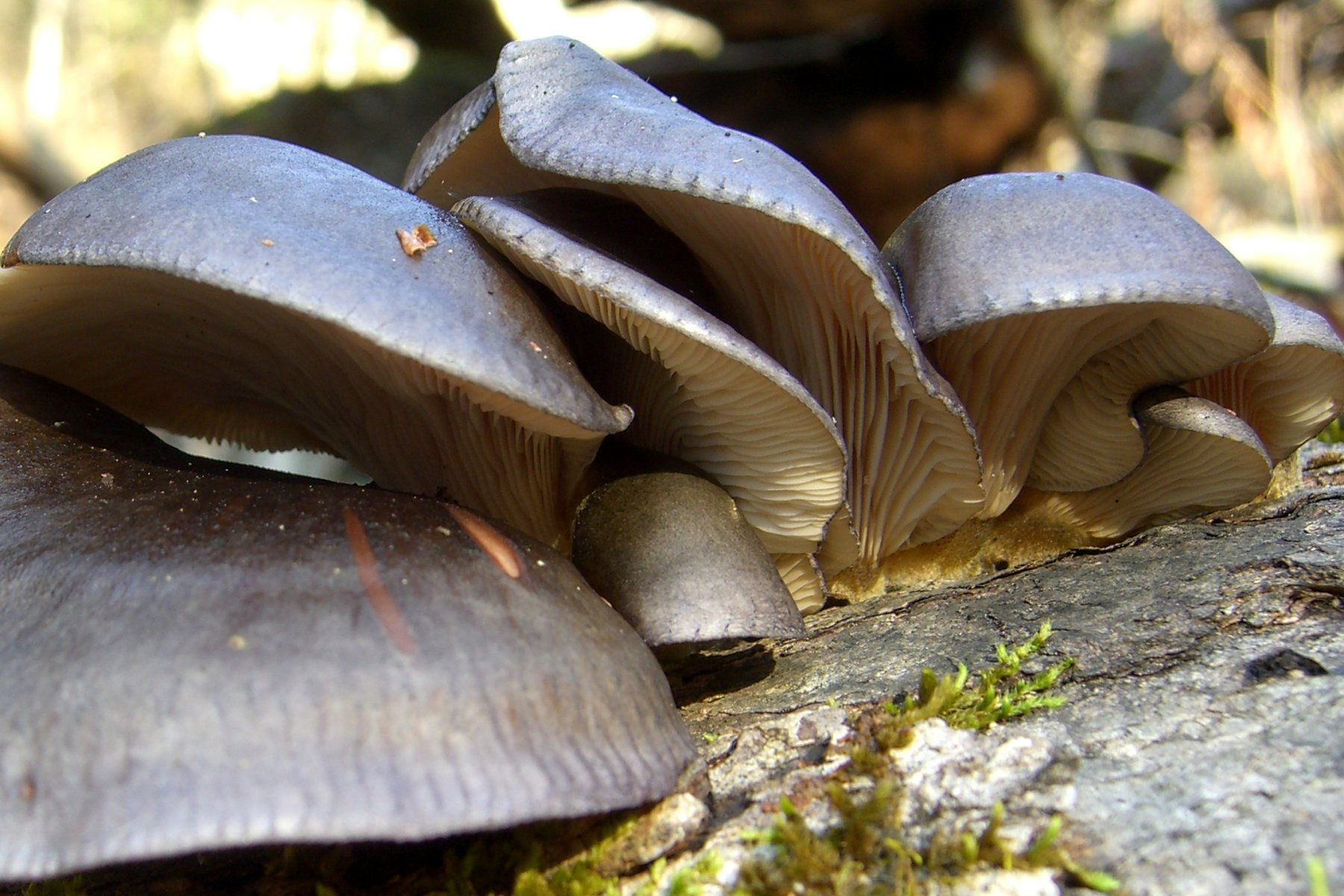
Panellus serotinus
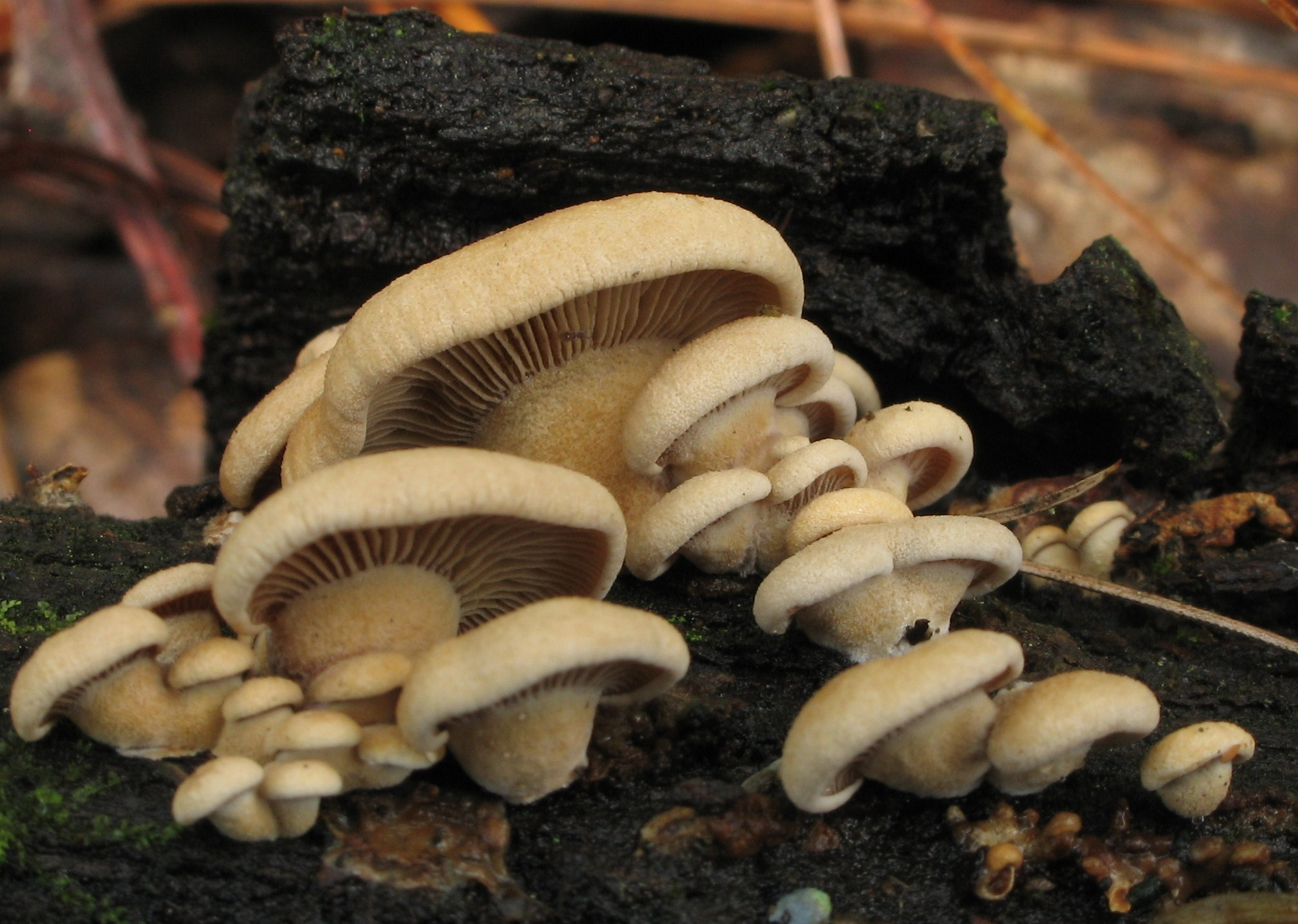
!Panellus stipticus!
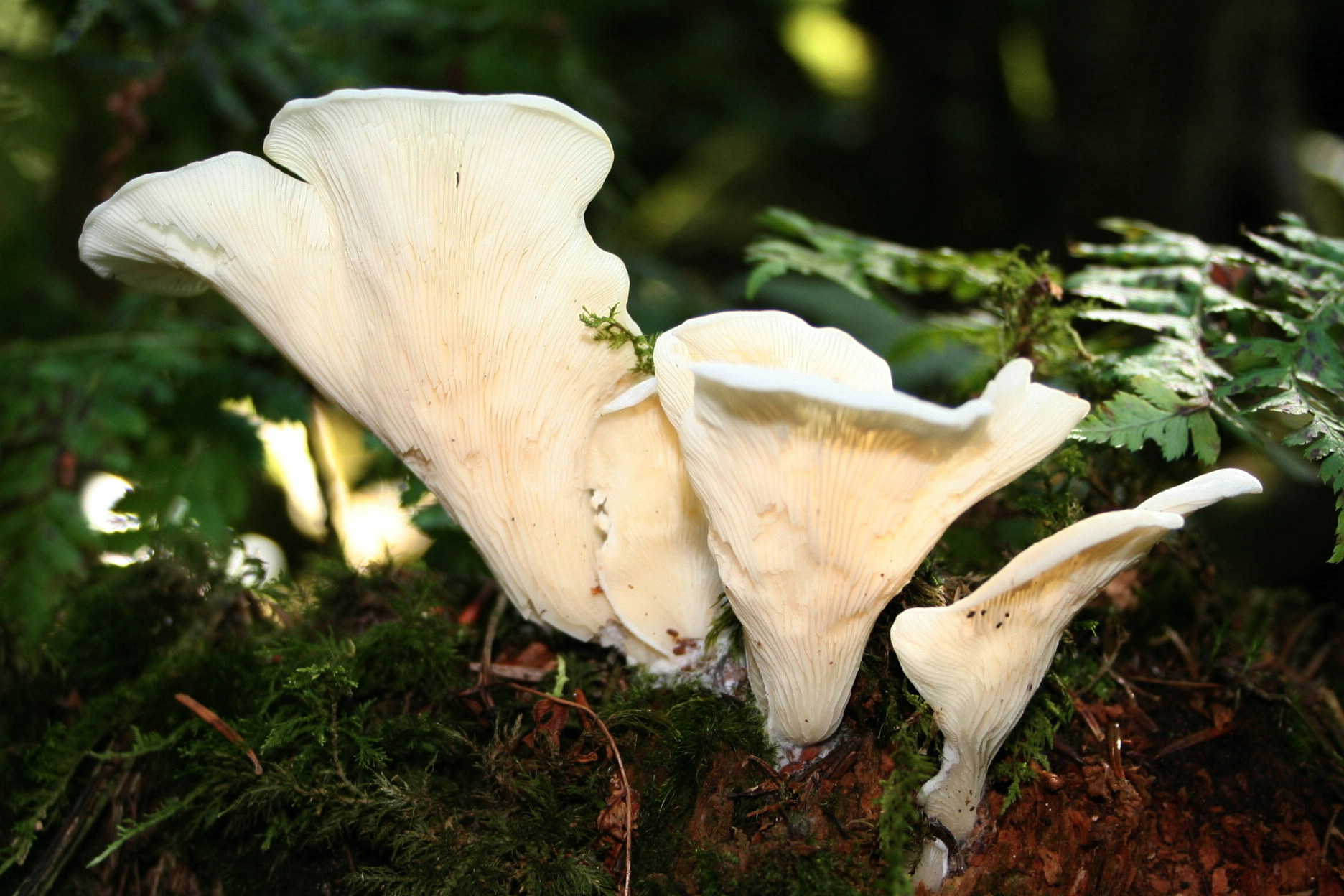
!!!Pleurocybella porrigens!!!
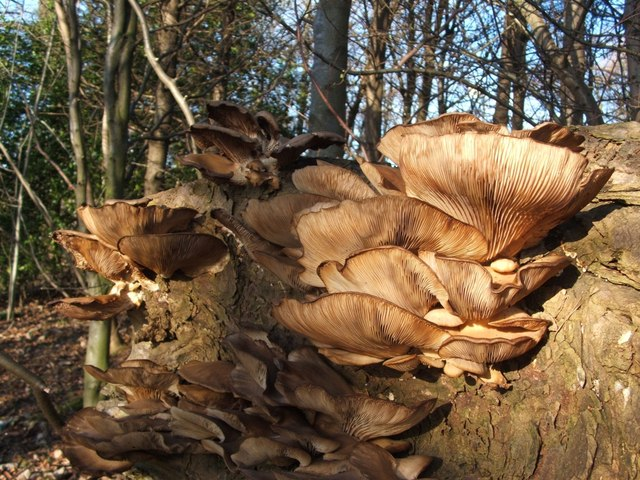
Pleurotus cornucopiae
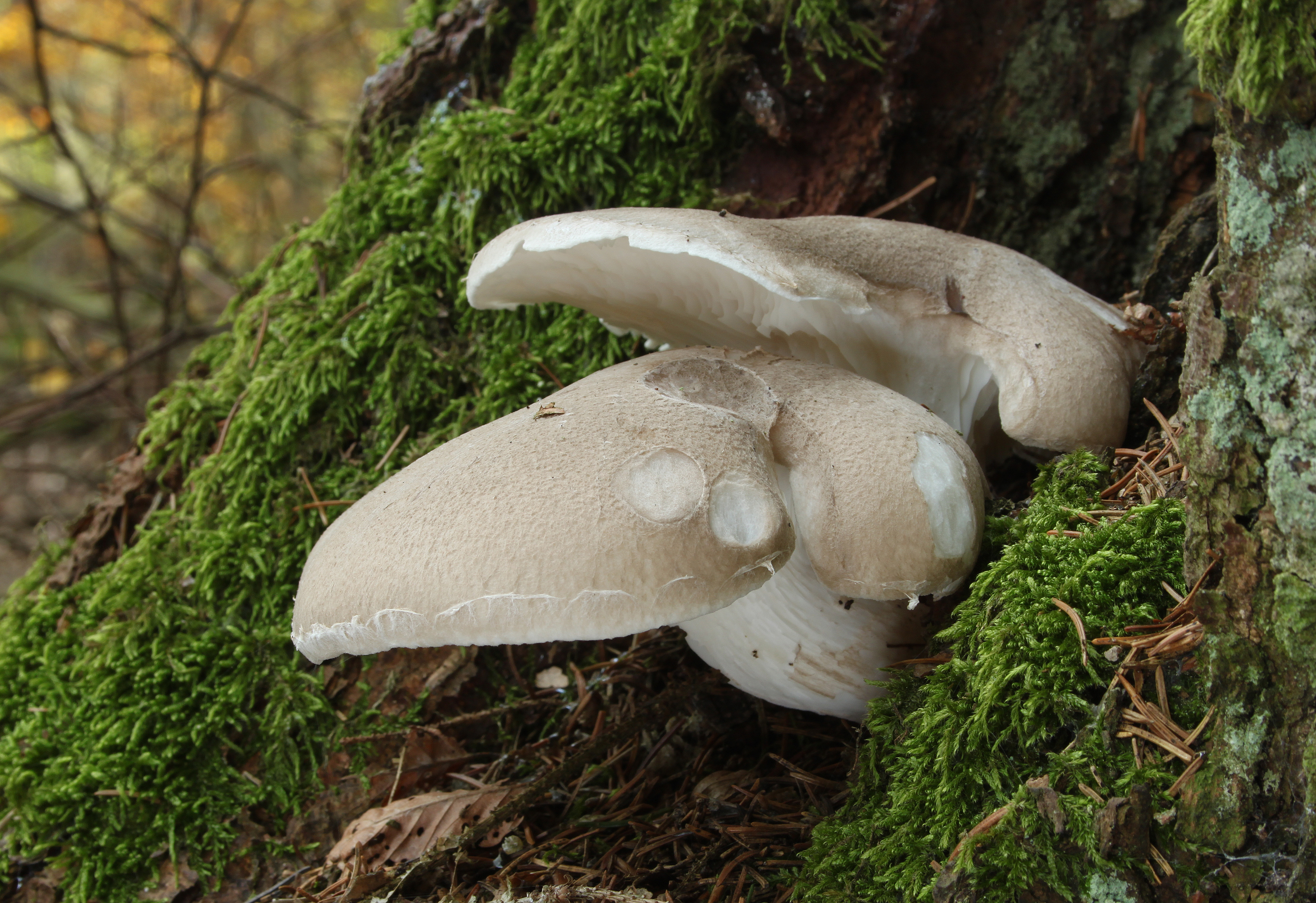
!Pleurotus dryinus!
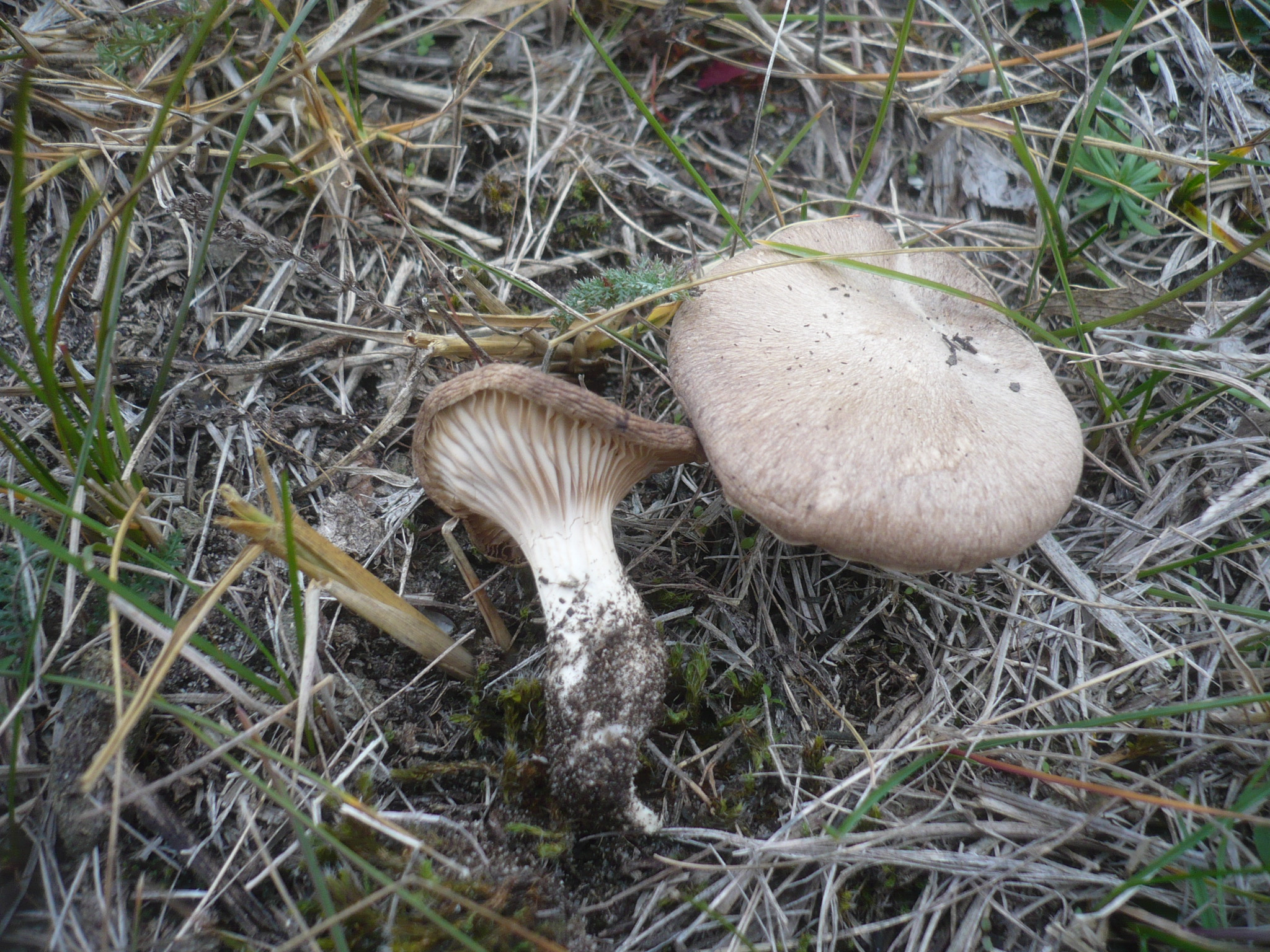
Pleurotus eryngii
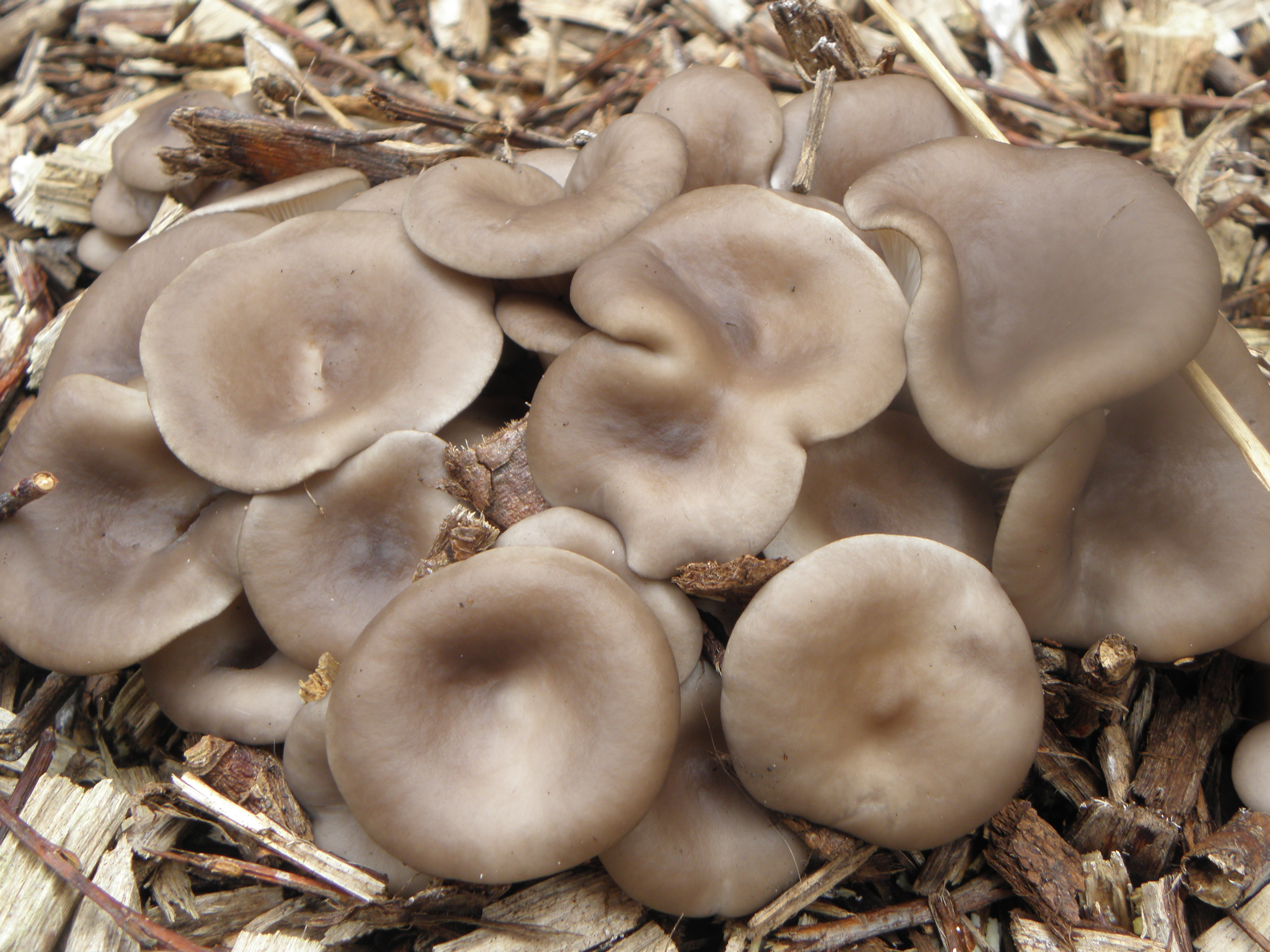
Pleurotus ostreatus f. florida
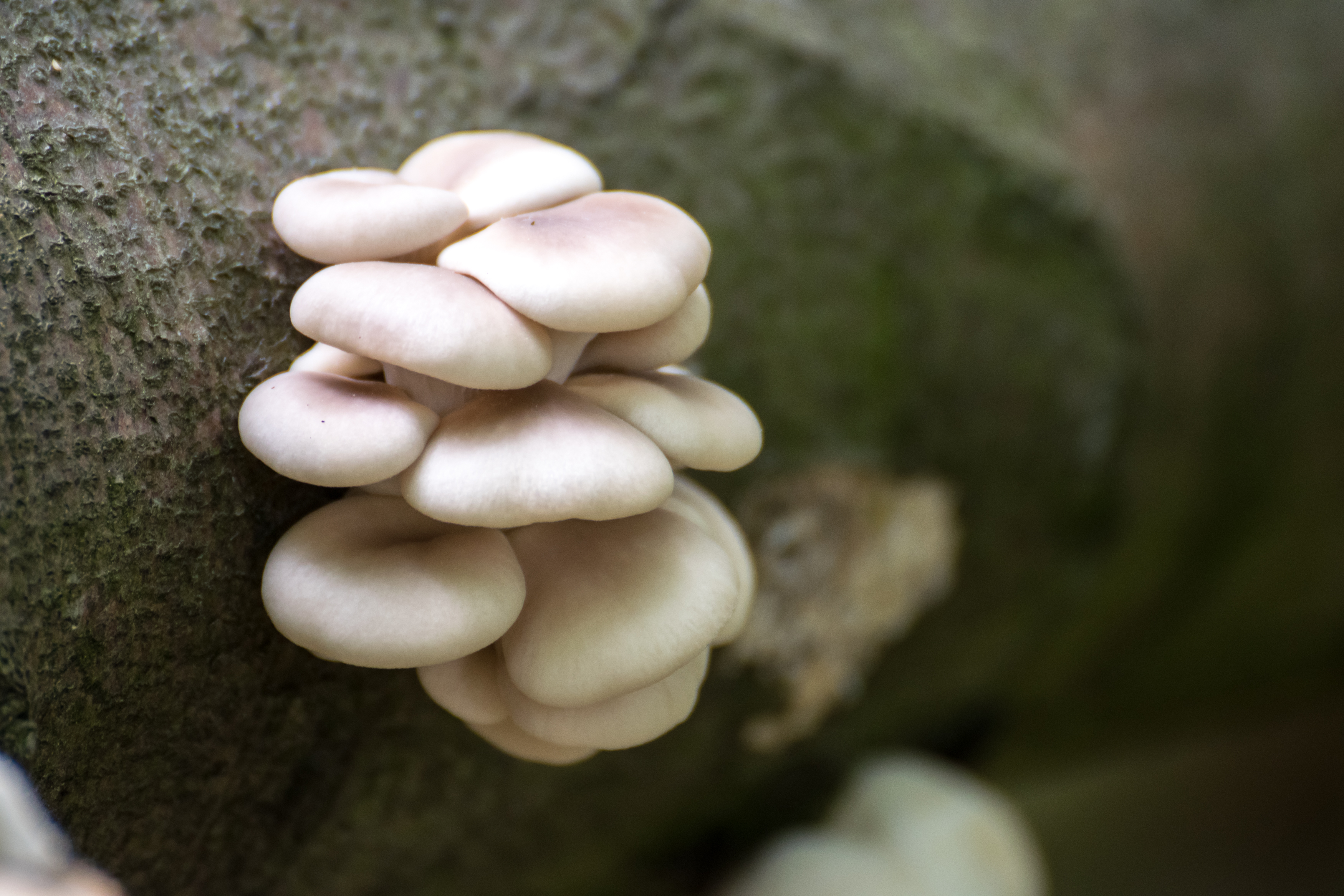
Pleurotus pulmonarius

## Valorificare

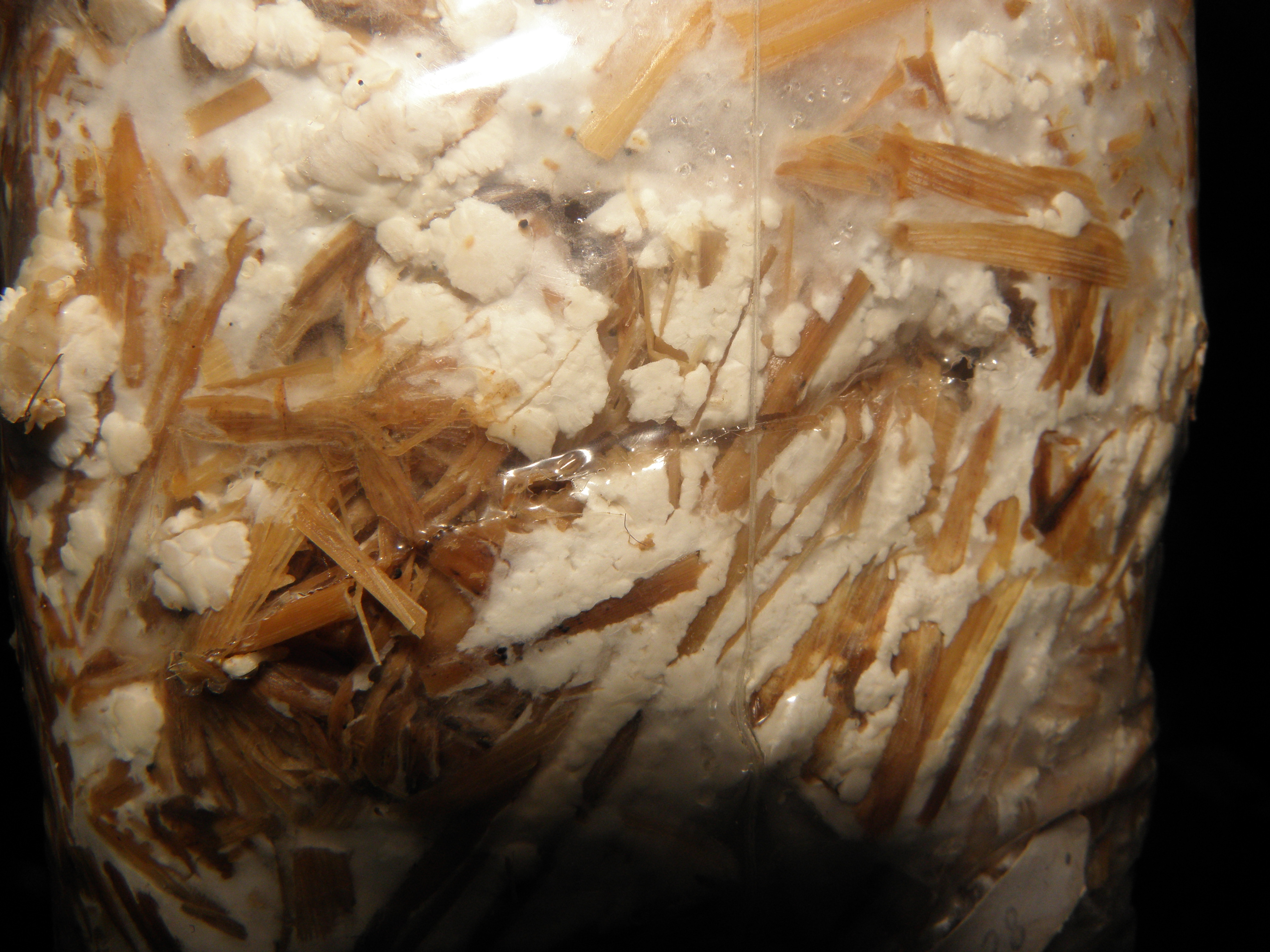
P. ostreatus, cultură și miceliu

### Folos medicinal
În anul 1951, s-a dovedit că specia conține pleuromutilină care este un diterpen produs de mai multe specii de Basidiomycota, în special din genul Pleurotus. Ea este un antibiotic potent și selectiv, activ împotriva unei game de bacterii Gram pozitive, cu nici o rezistență la clasele de antibiotice existente, datorită modului său unic de acțiune. Mai departe s-a ivit un efect pozitiv al buretelui asupra modificărilor patologice privind cancerul de colon provocat de dimetil-hidrazină la șobolani. Deja o doză de numai 5% de Pleurotus ostreatus uscat dat cu hrana a arătat rezultate pozitive cu efect preventiv.
În ultima perioadă ciupercile au început sa capete o altă întrebuințare, anume cea de medicament. Au fost produse astfel medicamente sub forma de comprimate, injecții, siropuri, tincturi și ceaiuri utile în diferite afecțiuni, fiind mai departe anti-virale și anti-bacteriene, antioxidante, antitumorale, antialergice, antiinflamatorii, analgezice și imunostimulatoare.

### Valoare nutritivă

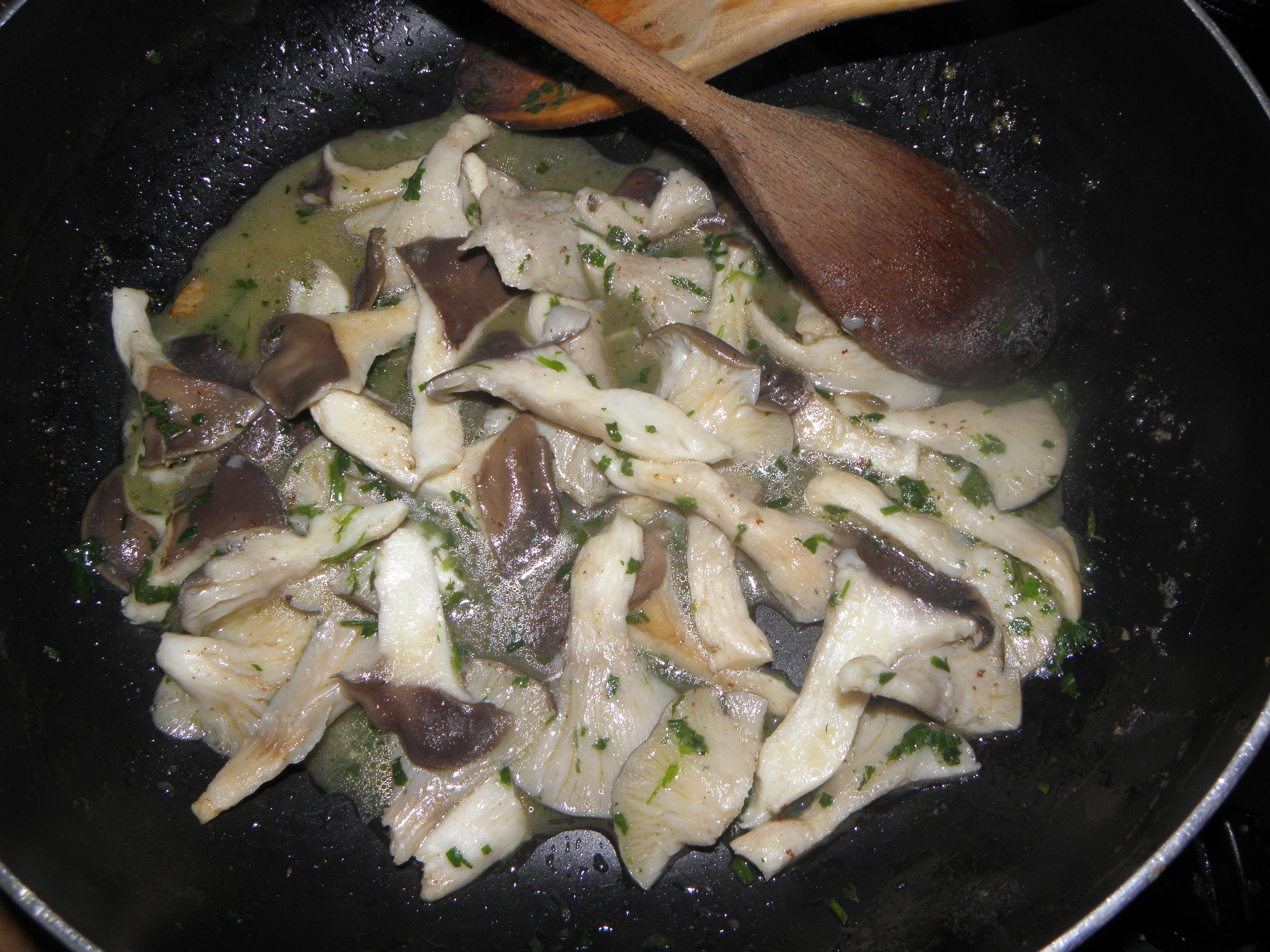
Mâncare de păstravi de fag

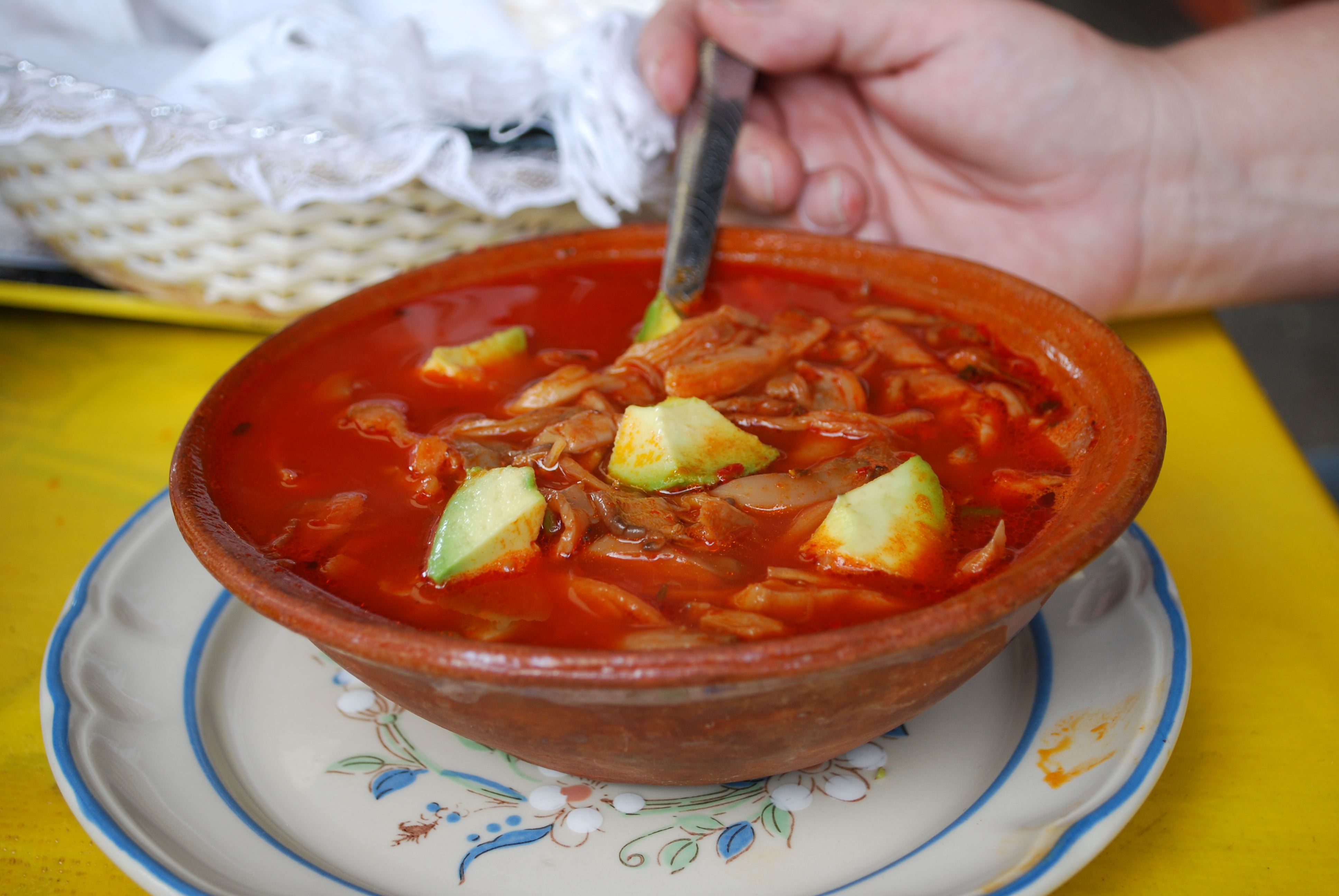
Supă mexicană de păstravi

Ciuperca este denumită și „carne vegetală”, prin conținutul ei ridicat în proteine (7,0 – 41,5 % s.u.), de hidrați de carbon (16,7- 81,8 % s.u.) de săruri minerale (0,1-1,0 % s.u.), în aminoacizi, în diferite minerale (potasiu, fosfor, siliciu, seleniu) și prin faptul că nu conține amidon și sodiu precum cantități reduse de grăsimi (1,0-6,9%). Astfel poate fi recomandată în alimentația diabeticilor, în combaterea anemiilor, a stărilor de oboseală și ca mineralizant. Structura proteinelor este asemănătoare cu cea din cazeina laptelui, albumina din ou, gliadina din grâu, fiind alcătuite din aceeași aminoacizi esențiali. Valoarea ei nutritivă este dată astfel prin conținutul ridicat în proteine, de asemenea de conținutul lor ridicat în aminoacizi indispensabili pentru organismele vii (aici: acidul aspartic). Mai departe, buretele este bogat în vitamine din complexul B, ca de exemplu (tiamină (B1), riboflavină (B2), niacină (B3), acid pantotenic (B5) , biotină (B7), iar conținutul în vitaminele A, D,  K și parțial C este apreciabil.

### Cultivare
Păstrăvul de fag este o specie de ciuperci ce se pot cultiva mult mai ușor față de șampinioni, fiind puțin pretențioasă la condițiile de microclimat, cu puține boli și dăunători. Pentru cultivarea buretelui există două posibilități – ori cultivat pe substraturi în saci de polietilenă ori pe butuci de lemn.
Pentru creșterea păstravului de fag se pot utiliza diferite tipuri de substraturi, inclusiv lemn, paie, rumeguș și celuloză (ziare și cartoane uzate sau hârtie igienică) în saci de polietilenă. Cel mai simplu mod este de a-l crește într-un sul de hârtie igienica sterilizat și umezit.
Din punct de vedere economic, cultura acestei specii pe bușteni de lemn (arin, arțar, carpen, fag, frasin, plop, ulm) nu este avantajoasă. Eficiența economică redusă se datorează prețului ridicat al materialului lemnos, a perioadei îndelungate (între 3 si 5 ani) în care se desfășoară cultura și datorită faptului că cultura se dezvoltă în aer liber, fiind astfel influențată de capriciile climei. Totuși, există amatori ai acestui tip, fie că sunt constrânși de zona geografică unde locuiesc (în zonele montane), fie din dorința de a obține un produs 100% ecologic, cu calități gastronomice mai ridicate, ciupercile fiind considerate mai savuroase decât cele cultivate pe substrat.

### Preparare
Păstrăvul de fag este apreciat pentru valoarea lui alimentară. Toată ciuperca se folosește numai la exemplare foarte tinere, pentru că carnea din picior devine repede fibroasă, celulozică și trebuie îndepărtată (nu la acele cultivate). Buretele se poate prepara ca buretele cornet prăjit numai în unt/ulei cu ceapă tânără (sare, piper), consumat cald ori rece pe o felie de pâine sau ca adăugare la un mușchi respectiv antricot de vită, carne de iepure de casă etc. Mai departe se poate pregăti cu el o salată împreună cu fasole verzi sau o plăcintă de foitaj, chiar ca adăugare într-o supă/ciorbă de burtă este delicios. Se pretează și pentru murat sau conservat în ulei după ce a fost prăjit.

## Bibiliografie
- Cetto, Bruno (1979), Der große Pilzführer, 1 (ed. a 5-a), München, Berna, Viena: BLV Verlagsgesellschaft, ISBN 978-3-440-13447-4
- H. Clémençon: „Giftseitlinge und Toxocysten (Pleurotus)”, în „Schweizerische Zeitschrift für Pilzkunde - Bulletin Suisse de mycologie”, nr. 78, 2000, p. 168-169
- Rose Marie și Sabine Maria Dähncke: „700 Pilze in Farbfotos”, Editura AT Verlag, Aarau - Stuttgart 1979 și 1980, p. 18-19 (P. ostreatus cu variații) ISBN 3-85502-0450
- Jean-Louis Lamaison & Jean-Marie Polese: „Der große Pilzatlas“, Editura Tandem Verlag GmbH, Potsdam 2012, p. 68-69, ISBN 978-3-8427-0483-1
- J. E. și M. Lange: „BLV Bestimmungsbuch - Pilze”, Editura BLV Verlagsgesellschaft, München, Berna Viena 1977, p. 106-107, ISBN 3-405-11568-2
- Hans E. Laux: „Der große Pilzführer, Editura Kosmos, Halberstadt 2001, p. 48-49, ISBN 978-3-440-14530-2
- Till E. Lohmeyer & Ute Künkele: „Pilze – bestimmen und sammeln”, Editura Parragon Books Ltd., Bath 2014, p. 136, ISBN 978-1-4454-8404-4
- Meinhard Michael Moser: „ Röhrlinge und Blätterpilze - Kleine Kryptogamenflora Mitteleuropas”, ediția a 5-ea, vol. 2, p. 56, Editura Gustav Fischer, Stuttgart 1978
- Renate & Wilhelm Volk: „Pilze sicher bestimmen und delikat zubereiten“, Editura Ulmer, Stuttgart 1999, p. 59, ISBN 3-8001-3656-2
- Linus Zeitlmayr: „Knaurs Pilzbuch”, Editura Droemer Knaur, München-Zürich 1976, p. 43, 56, 74, ISBN 3-426-00312-0
- Pleurote en forme d’huître (Pleurotus ostreatus). Association forestière du sud du Québec[nefuncțională]
  Arhivat în 12 ianuarie 2017, la Wayback Machine.
- Ștefan Manic. Macromicetele din ecosistemele Republicii Moldova (taxonomie, bioecologie, corologie). Teză de doctor habilitat în științe biologice. Chișinău, 2015
- Tănase C., Bîrsan C., Chinan V., Cojocariu A. Macromicete din România, Edit. Univ. „Alexandru Ioan Cuza” Iași 2009. 563 pp.
- Sălăgeanu Gheorghe, Sălăgeanu Anișoara. Determinator pentru recunoașterea ciupercilor comestibile, necomestibile și otrăvitoare din România. Editura Ceres, București 1985
- Ettore Bielli. Ciuperci: Cunoașterea, recunoașterea și căutarea celor mai cunoscute specii de ciuperci : Ghid complet. București : All, 1999. 319 p.
- Eliade, E., Toma, M. Ciuperci. Mic atlas, Ediția a II-a revizuită, Ed. Didactică și Pedagogică, București, 1977.
- Constantin Pârvu. Universul plantelor. Mică enciclopedie. Ediția a III-a Revăzută și completată. Editura Enciclopedică, București, 2000